# United Nations Global Policy Model
Das United Nations Global Policy Model (GPM) ist ein Werkzeug zur Analyse globaler makroökonomischer Interaktionen. Das Modell wurde von der Hauptabteilung Wirtschaftliche und Soziale Angelegenheiten (DESA) des UN-Sekretariat entwickelt. Es wurde dafür entwickelt, die makroökonomischen Auswirkungen von exogenen Schocks, von Erschütterungen des Vertrauens in den Markt z. B. durch das Platzen von Spekulationsblasen, die Auswirkungen von Änderungen der internationalen Regulierung des Handels und der Finanzen und der Übertragungseffekt von weitreichenden Änderungen der Wirtschaftspolitik in großen Ökonomien auf Länder und Regionen zu simulieren.

## GPM Simulationen der UN

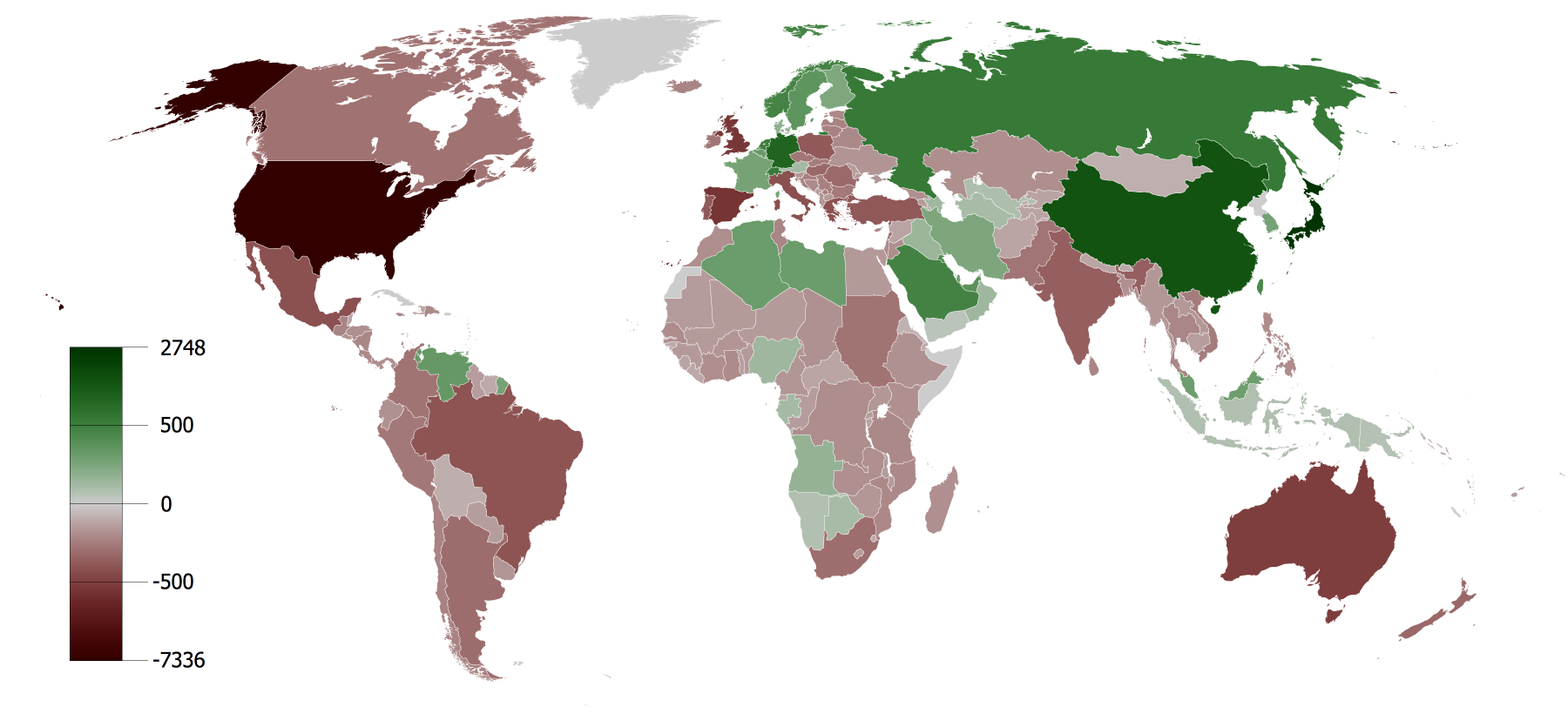
Leistungsbilanz (Kumulierte Leistungsbilanzsalden 1980 bis 2008): grün = positiv, rot = negativ, grau = keine Daten.

- Abbau makroökonomischer Ungleichgewichte

Es wurde simuliert welche Auswirkungen es hätte, wenn die Länder mit Leistungsbilanzdefizit höhere Sparquoten und Länder mit Leistungsbilanzüberschüssen höhere Konsumquoten anstreben würden. Das Ergebnis der Simulation war, dass beide Gruppen von Ländern ein höheres Wirtschaftswachstum erzielen könnten. Zudem wäre das Risiko großer Finanz- und Wirtschaftskrise viel geringer.
Europa würde nach der Simulation im alternativen Szenario ohne Verringerung der Sparquote über den Wechselkursmechanismus einer dauerhaften Verschlechterung der Wettbewerbsfähigkeit mit sinkenden Exportchancen und steigenden Importen ausgesetzt. Über eine Politik der inneren Abwertung könnten zwar dauerhaft Leistungsbilanzüberschüsse erzielt werden, es wäre aber dauerhaft nur ein geringes Wirtschaftswachstum möglich.
- Low emission high growth szenario

Das low emission high growth szenario simuliert eine Entwicklung, die Umweltschutz und aufholende Entwicklung der Entwicklungs- und Schwellenländer miteinander vereinbar machen soll.

## Weblink
- Dokumentation des United Nations Global Policy Model